# Ljubaň (město v Leningradské oblasti)
Ljubaň (rusky Люба́нь) je město v Leningradské oblasti v Ruské federaci. Při sčítání lidu v roce 2010 měla přes čtyři tisíce obyvatel.

## Poloha a doprava
Ljubaň leží na řece Tigodě, levém přítoku Volchova v povodí Něvy. Od Petrohradu, správního střediska oblasti, je vzdálena 85 kilometrů jihovýchodně.
Přes město vede v od jihovýchodu k severozápadu dálnice M10 z Moskvy do Petrohradu, po které je zde vedena i evropská silnice 105 z Kirkenes do Jalty. Souběžně s dálnicí vede ve stejném směru i železniční trať Petrohrad–Moskva původně postavená v roce 1851, která má v centru města nádraží.

## Dějiny
První zmínky o Ljubani jsou z období Novgorodské republiky kolem roku 1500.
Městem je Ljubaň od roku 1912.
Za druhé světové války byla Ljubaň obsazena 25. srpna 1941 německou armádou. Rudá armáda dobyla město zpět až 28. ledna 1944, kdy do města vstoupily jednotky Volchovského frontu v rámci Leningradsko-novgorodské operace.